# In situ
In situ、insitu、in-situ是拉丁文片語，字面解「在原本位置」或「就地」，不同領域有不同用法，包括航天學、考古學、建築學、生物學、法律、文學、天文學、化學、計算機科學、地球科學、环境学與大氣科學，皆有使用此片語。

## 天文學
在銀河系部分球狀星團，以及其它大質量星系的球狀星團，可能是原生（in situ）。其餘的可能是從現已瓦解的矮星系中滋生。

## 生物學及醫學
在生物學實驗，in situ是指於原發生位置的試驗（而不是將其移到特殊培養基），有時意義大致介於in vivo與in vitro間。當研究者對某一處於人工環境下的器官中之特定細胞作實驗時，就可稱in situ。由於不在完整活體中，因此不是in vivo；也不是單純以人工環境的細胞實驗，因此也不是in vitro，如分子生物學用來測定特定核酸序列位置的原位雜交（In situ hybridization）技術，就是針對特定組織的in situ實驗。
在腫瘤學，in situ可指任何並非從他處轉移（metastasize）或侵入（invade）的惡性腫瘤細胞，也就是處於原始腫瘤發生位置的腫瘤細胞，可於身體各處發生。
另外生態保育的原位保育（In situ conservation）是於原生地點保育動植物的方式。

## 化学
化学的in situ（原位）指“在反应过程中”，主要指在科学中实时测试分析，将待测目标留在原来体系中检测，而不是单独将某目标分离出来使用单变量方式测定，或模拟条件体系进行检测，可以最大限度在有接近现实情况的条件下分析，尽可能还原现状，得到准确数据。化学研究和化工生产有很多情况要分析研究反应中间物，但中间物不稳定和难分离，进程難以分析，只能采用原位技术。

## 环境学
在环境学，原位指在受污染地区就地治理污染物等，即现场治理。